# Crkva Navještenja u Dubrovniku
Crkva Navještenja, zaštićeno kulturno dobro u Dubrovniku.

## Opis dobra
Smještena je u istočnom dijelu povijesne jezgre, uz Unutrašnja vrata od Ploča, do crkve sv. Luke. Longitudinalna kamena jednobrodna građevina pravilne orijentacije, s pravokutnom apsidom, presvođena je križno-rebrastim svodom podijeljenim pojasnicama u tri traveja koje se na ziđu nastavljaju na lezene. Sagrađena je 1537. godine, a njenu vrsnu i bogatu arhitektonsku plastiku izradio je Petar Marka Andrijić, glasoviti korčulanski majstor.

## Zaštita
Pod oznakom Z-5917 zavedena je kao nepokretno kulturno dobro – pojedinačno, pravna statusa zaštićena kulturnog dobra, klasificiranog kao sakralna graditeljska baština. Nije pod zaštitom UNESCO-a.

## Vanjske poveznice
|  | Zajednički poslužitelj ima još gradiva o temi Crkva Navještenja u Dubrovniku |